# Elecciones municipales de Huánuco de 1995
Las elecciones municipales de Huánuco de 1995 se llevaron a cabo el 12 de noviembre de 1995 para elegir al alcalde y al Concejo Provincial de Huánuco para el periodo 1996-1998. La elección se celebró simultáneamente con elecciones municipales en todo el país.

## Sistema electoral
La Municipalidad Provincial de Huánuco es el órgano administrativo y de gobierno de la provincia de Huánuco. Está compuesta por el alcalde y el Concejo Provincial.
La votación del alcalde y el concejo se realiza en base al sufragio universal, que comprende a todos los ciudadanos nacionales mayores de dieciocho años, empadronados y residentes en la provincia de Huánuco y en pleno goce de sus derechos políticos, así como a los ciudadanos no nacionales residentes y empadronados en la provincia de Huánuco.
El Concejo Provincial de Huánuco está compuesto por 19 regidores elegidos por sufragio directo para un período de tres (3) años, en forma conjunta con la elección del alcalde (quien lo preside). La votación es por lista cerrada y bloqueada. Se asigna a la lista ganadora los escaños según el método d'Hondt o la mitad más uno, lo que más le favorezca.

## Composición del Concejo Provincial de Huánuco
La siguiente tabla muestra la composición del Concejo Provincial de Huánuco antes de las elecciones.
| Partidos | Partidos                                            | Regidores |
| -------- | --------------------------------------------------- | --------- |
|          | Lista Independiente Movimiento Independiente Unidos | 13        |
|          | Partido Popular Cristiano                           | 3         |
|          | Acción Popular                                      | 1         |
|          | Partido Aprista Peruano                             | 1         |
|          | Lista Independiente Frente Amplio Regional          | 1         |

## Partidos y candidatos
A continuación se muestra una lista de los principales partidos y alianzas electorales que participaron en las elecciones:
| Candidatura | Candidatura | Partidos y alianzas               | Candidatos | Candidatos                 | Ideología                                | Resultado previo | Resultado previo | Ref. |
| Candidatura | Candidatura | Partidos y alianzas               | Candidatos | Candidatos                 | Ideología                                | Votos (%)        | Reg.             | Ref. |
| ----------- | ----------- | --------------------------------- | ---------- | -------------------------- | ---------------------------------------- | ---------------- | ---------------- | ---- |
|             | AP          | Lista - Acción Popular (AP)       |            | Sin información disponible | Humanismo Nacionalismo cívico Reformismo | 5.92%            | 1                |      |
|             | IND         | Lista - Lista Independiente N° 3  |            | Sin información disponible | Localismo huanuqueño                     | Nuevo            | Nuevo            |      |
|             | IND         | Lista - Lista Independiente N° 7  |            | Sin información disponible | Localismo huanuqueño                     | Nuevo            | Nuevo            |      |
|             | IND         | Lista - Lista Independiente N° 9  |            | Luzmila Templo Condeso     | Localismo huanuqueño                     | Nuevo            | Nuevo            |      |
|             | IND         | Lista - Lista Independiente N° 13 |            | Sin información disponible | Localismo huanuqueño                     | Nuevo            | Nuevo            |      |
|             | IND         | Lista - Lista Independiente N° 17 |            | Sin información disponible | Localismo huanuqueño                     | Nuevo            | Nuevo            |      |

Otros candidatos
| Partidos y alianzas | Partidos y alianzas       | Candidatos                 |
| ------------------- | ------------------------- | -------------------------- |
|                     | Lista Independiente N° 5  | Sin información disponible |
|                     | Lista Independiente N° 11 | Sin información disponible |
|                     | Lista Independiente N° 15 | Sin información disponible |
|                     | Lista Independiente N° 19 | Sin información disponible |
|                     | Lista Independiente N° 21 | Sin información disponible |
|                     | Lista Independiente N° 23 | Sin información disponible |

## Resultados

### Sumario general
|                        |                           |              |              |              |           |           |
| Partidos y coaliciones | Partidos y coaliciones    | Voto popular | Voto popular | Voto popular | Regidores | Regidores |
| Partidos y coaliciones | Partidos y coaliciones    | Votos        | %            | ±pp          | Total     | +/−       |
|                        | Lista Independiente N° 9  | 19,718       | 35.62        | n/a          | 10        | +10       |
|                        | Lista Independiente N° 13 | 9,166        | 16.56        | n/a          | 3         | +3        |
|                        | Lista Independiente N° 3  | 8,407        | 15.19        | n/a          | 3         | +3        |
|                        | Lista Independiente N° 7  | 5,461        | 9.87         | n/a          | 2         | +2        |
|                        | Lista Independiente N° 17 | 3,690        | 6.67         | n/a          | 1         | +1        |
|                        | Lista Independiente N° 23 | 2,535        | 4.58         | n/a          | 0         | ±0        |
|                        | Lista Independiente N° 21 | 1,806        | 3.26         | n/a          | 0         | ±0        |
|                        | Lista Independiente N° 19 | 1,738        | 3.14         | n/a          | 0         | ±0        |
|                        | Lista Independiente N° 11 | 1,226        | 2.21         | n/a          | 0         | ±0        |
|                        | Lista Independiente N° 15 | 714          | 1.29         | n/a          | 0         | ±0        |
|                        | Acción Popular (AP)       | 508          | 0.92         | –5.00        | 0         | –1        |
|                        | Lista Independiente N° 5  | 382          | 0.69         | n/a          | 0         | ±0        |
|                        |                           |              |              |              |           |           |
| Total                  | Total                     | 55,351       |              |              | 19        | ±0        |
|                        |                           |              |              |              |           |           |
| Votos válidos          | Votos válidos             | 55,351       | 82.02        | +15.59       |           |           |
| Votos en blanco        | Votos en blanco           | 5,770        | 8.55         | +0.16        |           |           |
| Votos nulos            | Votos nulos               | 6,363        | 9.43         | –15.75       |           |           |
| Votos emitidos         | Votos emitidos            | 67,484       | 61.95        | +6.83        |           |           |
| Abstenciones           | Abstenciones              | 41,445       | 38.05        | –6.83        |           |           |
| Votantes registrados   | Votantes registrados      | 108,929      |              |              |           |           |
|                        |                           |              |              |              |           |           |
| Fuente:                |                           |              |              |              |           |           |

## Elecciones municipales distritales

### Resultados por distrito
La siguiente tabla enumera el control de los distritos de la provincia de Huánuco. El cambio de mando de una organización política se resalta del color de ese partido.
| Distrito                | Alcalde(sa) titular     | Partido político | Partido político                | Alcalde(sa) electo(a)     | Partido político | Partido político          |
| ----------------------- | ----------------------- | ---------------- | ------------------------------- | ------------------------- | ---------------- | ------------------------- |
| Amarilis                | Luis Úrsula Espinoza    |                  | Movimiento Independiente Unidos | César Martínez Leiva      |                  | Lista Independiente N° 9  |
| Chinchao                | Ángel Celis Jaimes      |                  | Partido Aprista Peruano         | Rosa Rosas Mendieta       |                  | Lista Independiente N° 23 |
| Churumbamba             | Elber Leandro Zúñiga    |                  | Nueva Mayoría - Cambio 90       | Elber Leandro Zúñiga      |                  | Lista Independiente N° 3  |
| Margos                  | Adelardo Rafaelo Gayoso |                  | Movimiento Libertad             | Marcelino Yupa Esteban    |                  | Lista Independiente N° 3  |
| Quisqui                 | Andrés Noreña Cajas     |                  | Movimiento Independiente Unidos | Andrés Noreña Cajas       |                  | Lista Independiente N° 9  |
| San Francisco de Cayrán | Mansueto Cortez Ponce   |                  | Huánuco 2000                    | Mansueto Cortez Ponce     |                  | Lista Independiente N° 13 |
| San Pedro de Chaulán    | Nelson Crispín Hurtado  |                  | Partido Popular Cristiano       | Juan Benancio Lino        |                  | Lista Independiente N° 3  |
| Santa María del Valle   | Néstor Nalvarte Alva    |                  | Movimiento Independiente Unidos | Néstor Nalvarte Alva      |                  | Lista Independiente N° 9  |
| Yarumayo                | Marcelino Ávila Puente  |                  | Acción Popular                  | Samuel Rodríguez Espinoza |                  | Lista Independiente N° 3  |